# 岡本忠査
岡本 忠査（おかもと ただあき）は、江戸時代の御家人。

## 略歴
江戸幕府の御家人馬医の桑嶋忠久の五男として生まれる。
享保16年（1731年）7月11日、表右筆として召し出され、禄米150俵の御家人として独立する。同月28日には徳川吉宗に初謁見。桑嶋の元の姓である岡本姓を名乗り活躍する。
寛保3年（1743年）11月4日没。